# Malope trifida
Malope trifida es una especie de planta ornamental originaria de la región del Mediterráneo occidental.

## Descripción
Es una planta herbácea anual. que alcanza los 100 - 120 centímetros de altura. Tiene grandes flores ornamentales con un diámetro de 5 a 8 cm. Florece de julio a octubre.

## Citología
Número de cromosomas de Malope trifida (Fam. Malvaceae) y táxones infraespecíficos: 
2n=44, 50.

## Sinonimia
- Malope ciliata F.Dietr.,
- Malope grandiflora F.G.Dietr.,
- Malope malacoides var trifida (Cav.) Samp.[4])
- Malope malacoides raza trifida (Cav.) Samp.
- Malope malacoides sensu Cadevall
- Malope trifida var. grandiflora Paxton[3]

## Nombre común
- Castellano: malva de dehesa.[3]